# 莱普朗捷
莱普朗捷（法語：Les Plantiers，法語發音：[le plɑ̃tje]）是法国加尔省的一个市镇，位于该省西北部，属于勒维冈区。

## 地理
莱普朗捷（44°6'59"N, 3°43'23"E）面积30.83 平方千米，位于法国奧克西塔尼大區加尔省，该省份为法国南部沿海省份，南端濒地中海，北起顺时针与阿尔代什省、沃克吕兹省、罗讷河口省、埃罗省、阿韦龙省和洛泽尔省接壤。
与莱普朗捷接壤的市镇（或旧市镇、城区）包括：莱斯特雷许尔、圣安德烈-德瓦尔博涅、索马讷、瓦勒代古阿勒。

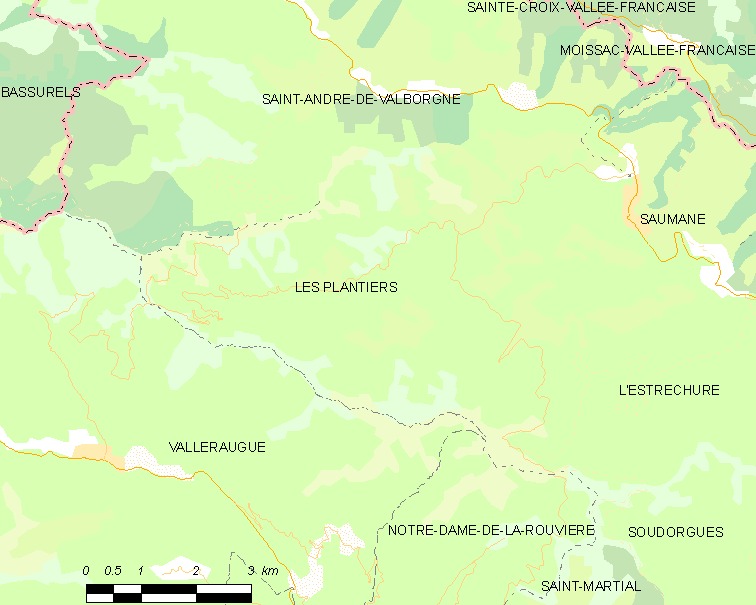
莱普朗捷的OSM定位图

莱普朗捷的时区为UTC+01:00、UTC+02:00（夏令时）。

## 行政
莱普朗捷的邮政编码为30122，INSEE市镇编码为30198。

## 政治
莱普朗捷所属的省级选区为勒维冈县。

## 人口

1962-2008年间莱普朗捷人口变化图示

莱普朗捷于2022年1月1日时的人口数量为228人。